# Waldemar Chyczewski
Waldemar Marek Chyczewski, ps. „Napoleon”, „Breżniew” (ur. 1943) – polski kolejarz, działacz związkowy, przewodniczący Federacji Związków Zawodowych Pracowników PKP.
W młodości uprawiał boks. Z zawodu maszynista i działacz związkowy. Pełnił obowiązki przewodniczącego Federacji Związków Zawodowych Pracowników PKP (1989–2004), wiceprzewodniczącego centrali związkowej Forum Związków Zawodowych (2002–2004), członka Rady Ochrony Pracy (2003–2006), oraz członka rady nadzorczej PKP i PKP S.A.